# Garden Reach Shipbuilders & Engineers
Garden Reach Shipbuilders & Engineers (GRSE) je státem vlastněná indická loděnice sídlící v Kalkatě. Loděnice je dodavatelem jak pro vojenský, tak civilní sektor. Je stavitelem různých kategorií lodí, dále výrobcem motorů a stavebních celků (např. mosty). Jejími hlavními odběrateli jsou Indické námořnictvo a Indická pobřežní stráž.

## Historie
Loděnice byla založena roku 1884. Roku 1934 se stala součástí společnosti Garden Reach Workshops Ltd. a roku 1957 byl její název upraven na Garden Reach Workshops Private Ltd. Roku 1960 byla loděnice zestátněna a z názvu bylo opět vypuštěno slovo „private“. Začala být řízena indickým ministerstvem obrany. Svůj současný název nese od roku 1976. Roku 1961 dodala námořnictvu první domácím průmyslem vyvinutou válečnou loď INS Ajay. Dne 1. dubna 2019 dodala jako první indická loděnice svou 100. válečnou loď. Jubilejním plavidlem byl vyloďovací člun L-56.

## Hlavní projekty

### Fregaty

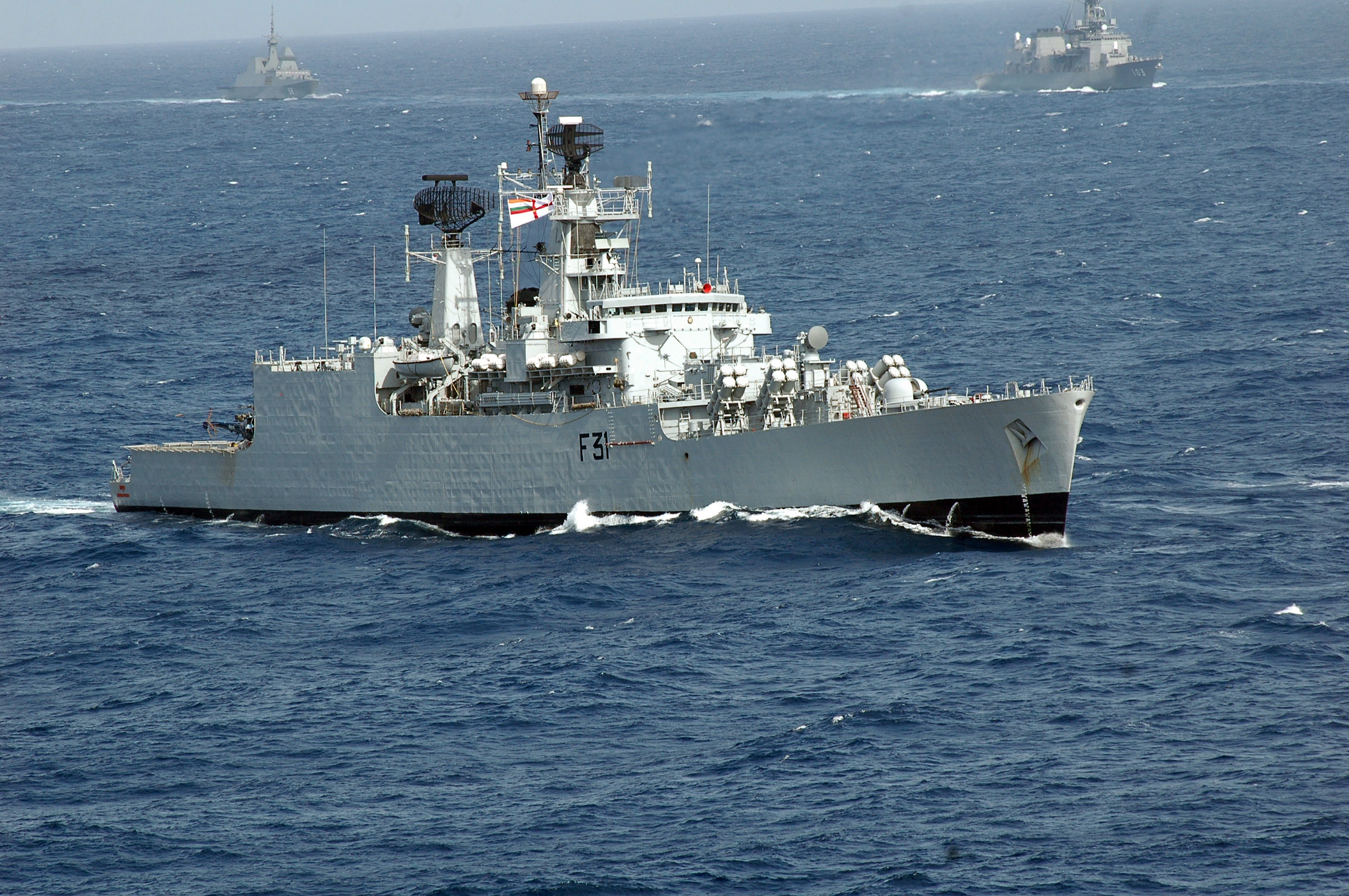
Fregata Brahmaputra

- Třída Nilgiri
- Třída Brahmaputra

### Korvety

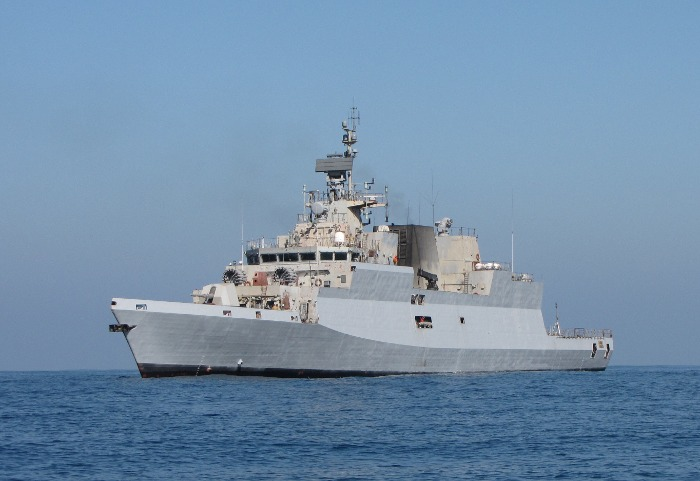
Korveta Kamorta

- Třída Kamorta
- Třída Kora
- Třída Khukri

### Výsadkové lodě
- Třída Magar
- Třída Shardul
- Třída LCU Mk IV

### Hlídkové lodě
- Třída NGOPV (Next-Generation Offshore Patrol Vessel) – oceánská hlídková loď
- Barracuda
- Třída Car Nicobar
- Třída Bangaram
- Třída Trinkat
- Třída Rajshree
- Třída Priyadarshini

### Pomocné lodě

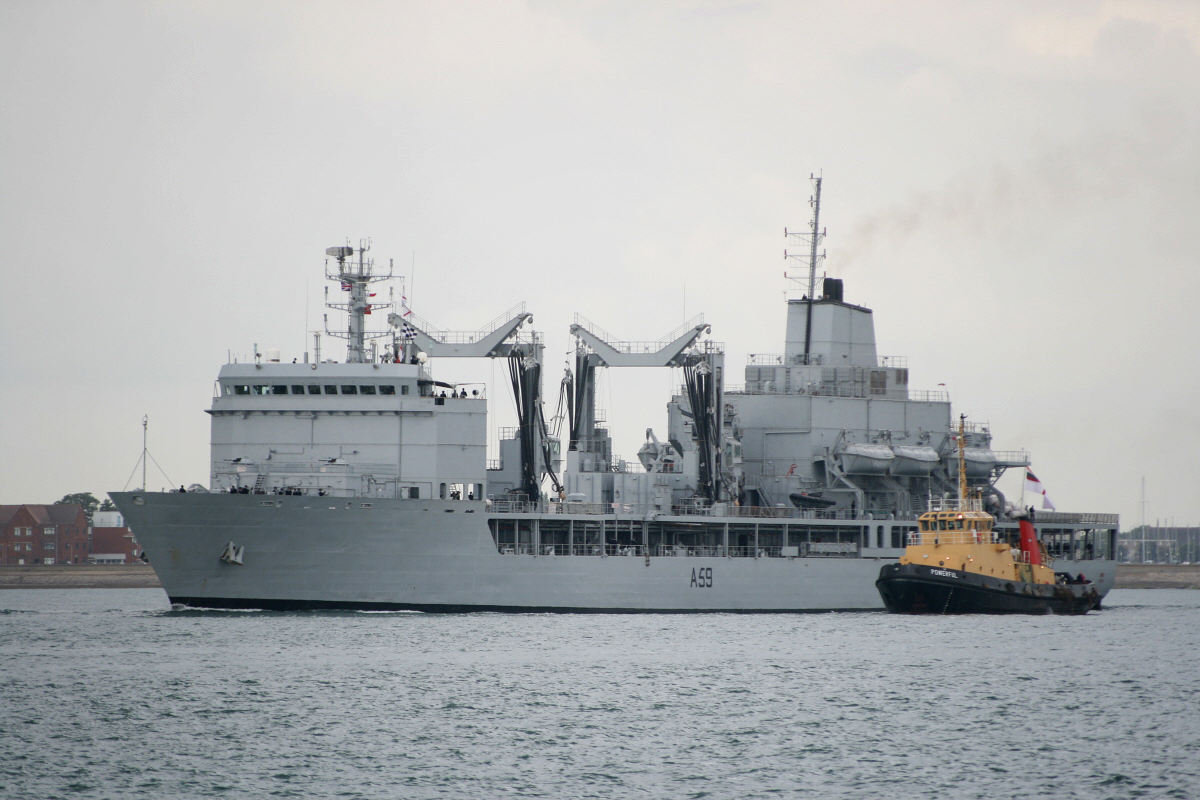
Tanker Aditya

- Aditya (A59) – zásobovací tanker
- Třída Sandhayak – výzkumné lodě
- Třída Sandhayak – výzkumné lodě